# Codi ATC A09
El  codi ATC A09, descrit com Digestius, incl. enzims, és una subgrup terapèutic de l'Anatomical, Therapeutic, Chemical Classification System (ATC). La classificació ATC és un sistema de codis alfanumèric desenvolupat per l'Organització Mundial de la Salut (OMS) per als fàrmacs i altres productes sanitaris. El subgrup A09 és part del grup anatòmic A Sistema digestiu i metabolisme.

Els codis per a ús veterinari (codis ATCvet) poden han estat creats afegint la lletra Q davant dels codis ATC humans: QA09... 
Les adaptacions estatals de la classificació ATC poden incloure codis addicionals no presents en aquesta llista, que segueix la versió de l'OMS.

## A09A Digestius, incl. enzims
- A09AA Preparats enzimàtics
  - A09AA1 Diastasa
  - A09AA02 Multienzims (lipasa, proteasa, etc.)
- A09AB Preparats d'àcids
- A09AC Preparats amb enzims i àcids en combinació